# 匠 (タレント)
匠（たくみ、1988年5月13日 - ）は、日本の元タレント、元俳優。旧芸名は和音 匠（かずね たくみ）。  
父は俳優の志垣太郎、母は元女優の白坂紀子。

## 来歴・人物
立教新座高校、立教大学社会学部卒業。幼少の頃から音楽、映画、お笑いなどのエンターテイメントが大好きであった。
5歳からクラシックピアノを始める。小学生時、ピティナピアノコンクール優秀賞を受賞。高校時代は聖歌隊に所属。大学時代は、軽音楽部に所属。また、X JAPANや、モトリー・クルーを始めとし、洋楽、歌謡曲や演歌などのさまざまな音楽に影響を受け、高校・大学時代はヴィジュアル系・ハードロック・ヘヴィーメタルなどの音楽に没頭し、ギターなども弾き始める。ピアノは、今でもずっと続けている。そのほか、趣味の映画鑑賞の後には、批評なども執筆したりしていた。ラジオっ子でもあったという。学生時代はさまざまなエンターテイメントの魅力に魅入られ、自身もエンターティナーになりたいと思い立つ。2013年、奥田瑛二監督作品の映画『今日子と修一の場合』のオーディションに合格し、俳優デビュー。なお、同作品では自身が演奏したピアノ音源がそのまま劇中音楽として使われており、演奏シーンもすべて自身によるものである。当初はフリーランスで活動をしていたが、その後はオスカープロモーションに所属する。オスカープロモーション所属後は、芸名を匠（たくみ）と変更し、バラエティタレントとし活動し、活動の域を広げていた。

バラエティ番組初出演は、『踊る!さんま御殿!!』（初出演で踊るヒット賞を受賞）。『徹子の部屋』では、父の志垣と親子初共演を果たした。　 ドラマ『アイドル×戦士ミラクルちゅーんず!』で、連続ドラマ初出演。ミラクルミラクルを率いる音楽プロデューサーを演じた。2018年、特技のピアノで、『芸能界特技王決定戦 TEPPEN』のピアノ部門に初出場。決勝進出。。2020年5月にオスカープロモーションを退社。2022年12月、父の志垣が3月に死去していたことを自身のTwitterで伝え、合わせて自身と母の白坂が既に芸能界引退していることも発表し、一般企業で働いていることを明かした。

## 趣味
音楽、映画、クイズ、ラジオ、英会話、競馬観戦&予想、野球観戦、レザーファッション、楽器屋巡り、ラーメン(蒙古タンメン中本の大ファン)。（twitter投稿やプロフィールなどを参照）。

## 交友関係
DAIGOのマルチな活動に学生時代から影響されていたようで、バラエティ番組『7時にあいましょう』（2016年8月15日放送）での共演をきっかけに、DAIGOを芸能界の兄貴として慕っている。DAIGOのニコ生配信番組『DAIGO P』（2016年12月20日配信）にもゲストとして呼ばれ、仲睦まじい様子が放送されていた。twitterなども、度々2ショット写真をアップしている。

## 出演

### 映画
- 今日子と修一の場合（2013年、彩プロ） - ケンイチ 役

### バラエティ番組
- 踊る!さんま御殿!!（踊るヒット賞受賞）
- 徹子の部屋
- 7時にあいましょう
- 有吉ゼミ
- 白熱ライブ　ビビット（密着取材）
- アップデート大学
- 人気芸能人にイタズラ! 仰天ハプニング○連発
- 快傑えみちゃんねる
- アウト×デラックス
- 真麻のドドンパッ!
- お笑いワイドショー マルコポロリ!
- DAIGO P（ニコニコ生配信番組）
- 芸能界特技王決定戦 TEPPEN
- クイズプレゼンバラエティー Qさま!!

### ドラマ
- アイドル×戦士 ミラクルちゅーんず!（2017年4月 - 2018年3月、テレビ東京） - 澤登和也 役
- 魔法×戦士 マジマジョピュアーズ! 第16話（2018年7月15日、テレビ東京） - 澤登和也 役
- 港区おじさん（東京カレンダー） - 悪役

### ラジオ
- 匠なスペシャルタイム 〜匠な世界へご一緒に〜（2018年 - 2019年、FM星空ステーション）

### 新聞・雑誌
- オレのおふくろメシ[3]